# Kiersey Clemons
Kiersey Nicole Clemons (nascido em 17 de dezembro de 1993) é uma atriz e cantora americana. Clemons é mais conhecida por seus papéis como Diggy no filme premiado Dope: Um Deslize Perigoso, como Bianca na série de TV Transparente interesse de amor em Trey Songz " Smartphones ". Ela também fez Lucy na série de Steven Spielberg da CBS Extant . Clemons co-estrelou a sequela Vizinhos 2, o follow-up para o filme Vizinhos . Em 2016 foi escalada pra interpretar Iris West no filme Liga da Justiça (2017) mas teve suas cenas cortadas pelas refilmegens de Joss Whedon, mas ela estréia no DCEU no filme Zack Snyder's Justice League (2021) repetindo seu papel no filme solo de The Flash do Universo Estendido da DC, previsto pra ser lançado em 2022, ela também estrelou o Live Action de A Dama e o Vagabundo (2019) interpretando Darling Dear, e dublou a personagem Dee Dee Skyes no filme animado Scoob! (2020).

## Vida e carreira
No início de sua carreira, Clemons foi vista no canal Disney como Kira Starr em Austin & Ally, e no filme original do Disney Channel, Cloud 9 .
Ela já havia também estado em CSI: Crime Scene Investigation . Em 2014, Clemons apareceu no vídeo da música Trey Songz "Smart Phones", no qual ela interpreta o interesse amoroso de Songz que o pega no ato de enganar via telefonema (devido à Trey discar a ela).
Desde 2014 Clemons tem desempenhado o papel de Bianca na série de televisão Transparent . Ela também teve um papel de protagonista na série original da MTV Eye Candy como Sophia. A série única foi ao ar por uma temporada.
Ela apareceu em um episódio de 2015 de New Girl como o interesse amoroso de Winston, KC. 
Em setembro de 2015, ela apareceu no vídeo músical de Lady Gaga Til it Happens to You . Ela também apareceu no Oriente do DJ Snake, juntamente com Josh Hutcherson .
Em 2016, ela foi escalada como Iris West no filme The Flash, que está marcado para estrear em 16 de Junho de 2023..